# Enfriamiento láser
El enfriamiento láser se refiere a un conjunto de técnicas en las cuales muestras atómicas y moleculares son enfriadas hasta acercarse al cero absoluto a través de la interacción con uno o más campos láser.  Todas las técnicas de enfriamiento láser se basan en el hecho de que cuando un objeto (normalmente un átomo) absorbe y reemite un fotón (una partícula de luz) su cantidad de movimiento cambia.  La temperatura de un conjunto de partículas es mayor cuanto mayor es la varianza de la distribución de velocidades de las partículas. Las técnicas de enfriamiento láser combinan la espectroscopia atómica con el mencionado efecto mecánico de la luz para comprimir la distribución de velocidades de un conjunto de partículas, de este modo enfriándolas.
| 1   | Un átomo estacionario no ve el láser ni desplazado al rojo ni al azul y no absorbe el fotón.                                           |
| 2   | Un átomo moviéndose respecto al láser lo ve desplazado al rojo y no absorbe el fotón.                                                  |
| 3.1 | Un átomo moviéndose hacia el láser lo ve desplazado al azul y absorbe el fotón, frenando el átomo.                                     |
| 3.2 | El fotón excita el átomo, moviendo un electrón a un estado cuántico superior.                                                          |
| 3.3 | El átomo reemite un fotón. Dado que su dirección es aleatoria, no cambio neto en la cantidad de movimiento considerando muchos átomos. |

Simplificación del principio de enfriamiento Doppler mediante láser:

El primer ejemplo de enfriamiento láser, y todavía también el método más común (tanto que a menudo es denominado simplemente 'enfriamiento láser') es el enfriamiento Doppler. Otros métodos de enfriamiento láser son:
- Enfriamiento Sisyphus[1] (o por gradiente de polarización)
- Enfriamiento de bandas laterales resueltas.
- Enfriamiento Raman
- VSCPT[2]
- Enfriamiento mediante cavidad[3]
- Empleo de un ralentizador Zeeman
- Transparencia inducida electromagnéticamente[4]

## Enfriamiento Doppler

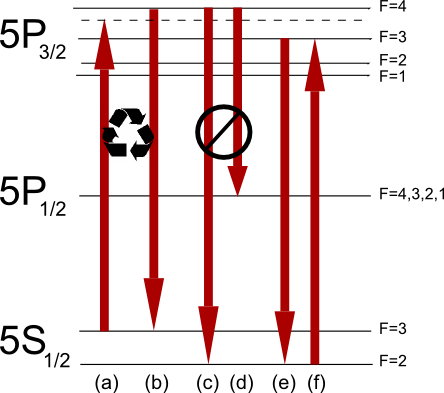
Los láseres que se necesitan para el confinamiento magneto-óptico de rubidio 85: (a) & (b) muestran el ciclo de absorción (rojo desplazado a la línea de puntos) y emisión espontánea, (c) & (d) son transiciones prohibidas, (e) muestra que si el enfriamiento láser excita un átomo al estado F=3, se le permite decaer al nivel bajo hiperfino "oscuro", el estado F=2, el cual detendría el proceso de enfriamiento, si no fuese por el láser que lo vuelve a impulsar (f).

El enfriamiento Doppler involucra luz de frecuencia ligeramente inferior a la de transición electrónica de un átomo. Debido a que la luz está desviada al "rojo" (i.e. a una frecuencia más baja) de la de transición, los átomos absorberán más fotones si mueven hacia la fuente de luz, debido al efecto Doppler. De este modo, si uno aplica luz desde dos direcciones opuestas, los átomos siempre absorberán más fotones del haz láser que apunta en el sentido opuesto al de su movimiento. En cada proceso de absorción, el átomo pierde cantidad de movimiento igual al momento del fotón. Si el átomo, que se encuentra en estado excitado, emite un fotón espontáneamente, éste será expelido con la misma cantidad de movimiento pero en una dirección aleatoria. Dado que el cambio de cantidad de movimiento inicial fue una pérdida pura (opuesta a la dirección del movimiento), mientras que el cambio subsiguiente fue aleatorio, el resultado del proceso de absorción y emisión es una reducción de la velocidad del átomo, con tal que su velocidad inicial sea mayor que la velocidad de retroceso que resultaría de emitir un único fotón. Si la absorción y la emisión se repiten sucesivas veces, la velocidad media, y por lo tanto la energía cinética del átomo se verá reducida. Dado que la temperatura de un conjunto de átomos es una medida de la energía interna aleatoria, esto es equivalente a enfriar los átomos.
El límite de enfriamiento Doppler es la temperatura mínima alcanzable mediante este proceso.

## Aplicaciones prácticas
El enfriamiento láser es utilizado principalmente para crear átomos ultraenfriados para experimentos de física cuántica.  Estos experimentos se llevan a cabo cerca del cero absoluto donde efectos cuánticos únicos tales como el condensado de Bose-Einstein pueden ser observados.  El enfriamiento láser ha sido utilizado principalmente en átomos, pero se han realizado avances recientes para enfriar sistemas más complejos.  En 2010, un equipo investigador de Yale enfrió con láser exitosamente una molécula diatómica.  En 2007, un equipo del MIT enfrió exitosamente un objeto macroscópico (1 gramo) a 0.8 K. En 2011, un equipo del Instituto Tecnológico de California  y la Universidad de Viena fue el primero en enfriar con láser un objeto mecánico (10 μm x 1 μm) a su estado cuántico fundamental.